# Certhidea
A Certhidea  a madarak osztályának verébalakúak (Passeriformes) rendjébe és a tangarafélék (Thraupidae) családjába tartozó nem.

## Rendszerezés
A nem korábban a sármányfélék (Emberizidae) családjába volt helyezve. Helyük a tangarafélék között az újabb molekuláris vizsgálatok alapján biztos. A nem monofiletikussága is bizonyított.
A nembe az alábbi 2 faj tartozik:
- éneklő pinty vagy füzikepinty (Certhidea olivacea)
- szürke füzikepinty (Certhidea fusca)